# Groeve onder de Keutenberg

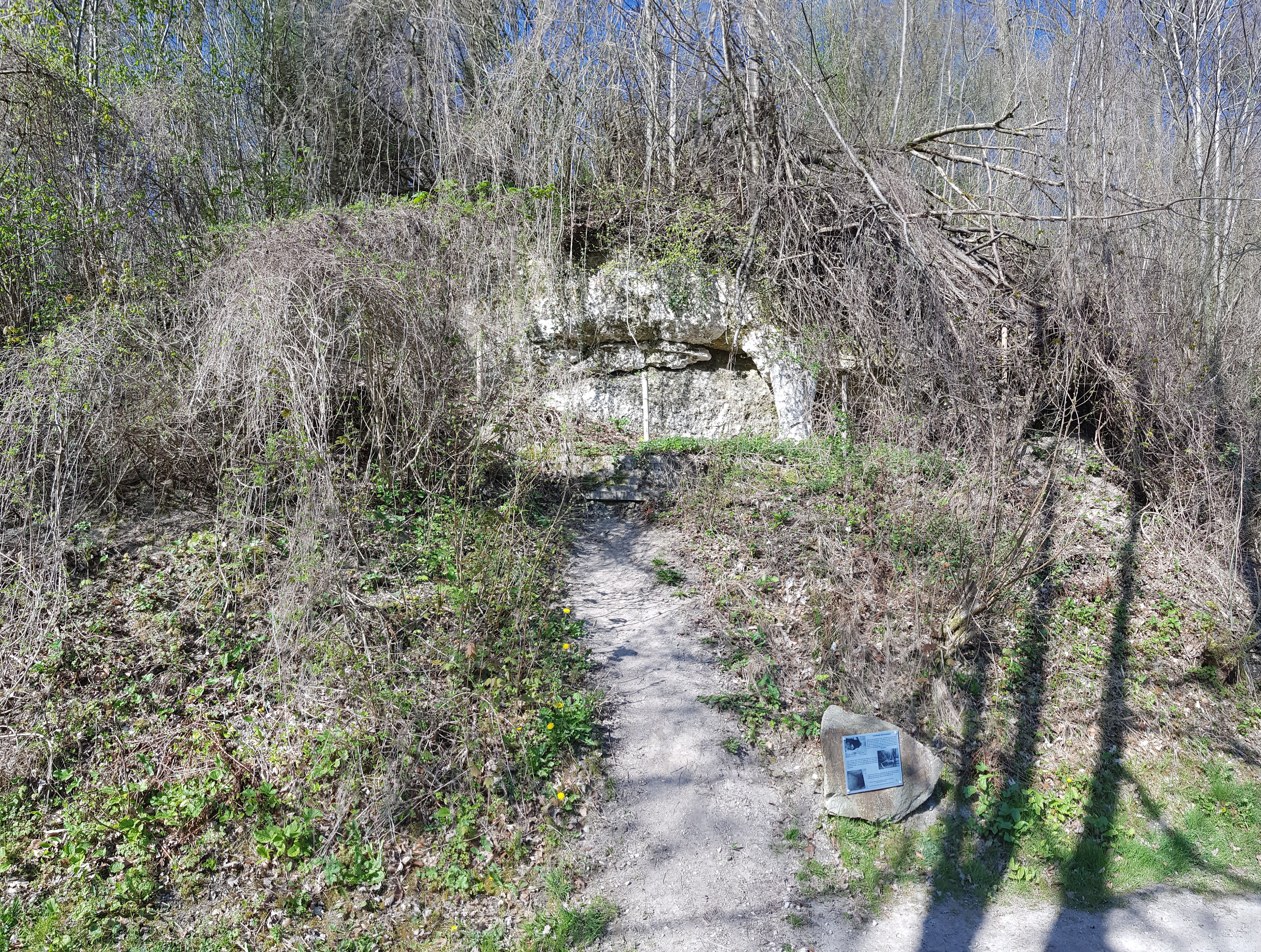
de zuidelijke ingang van de groeve

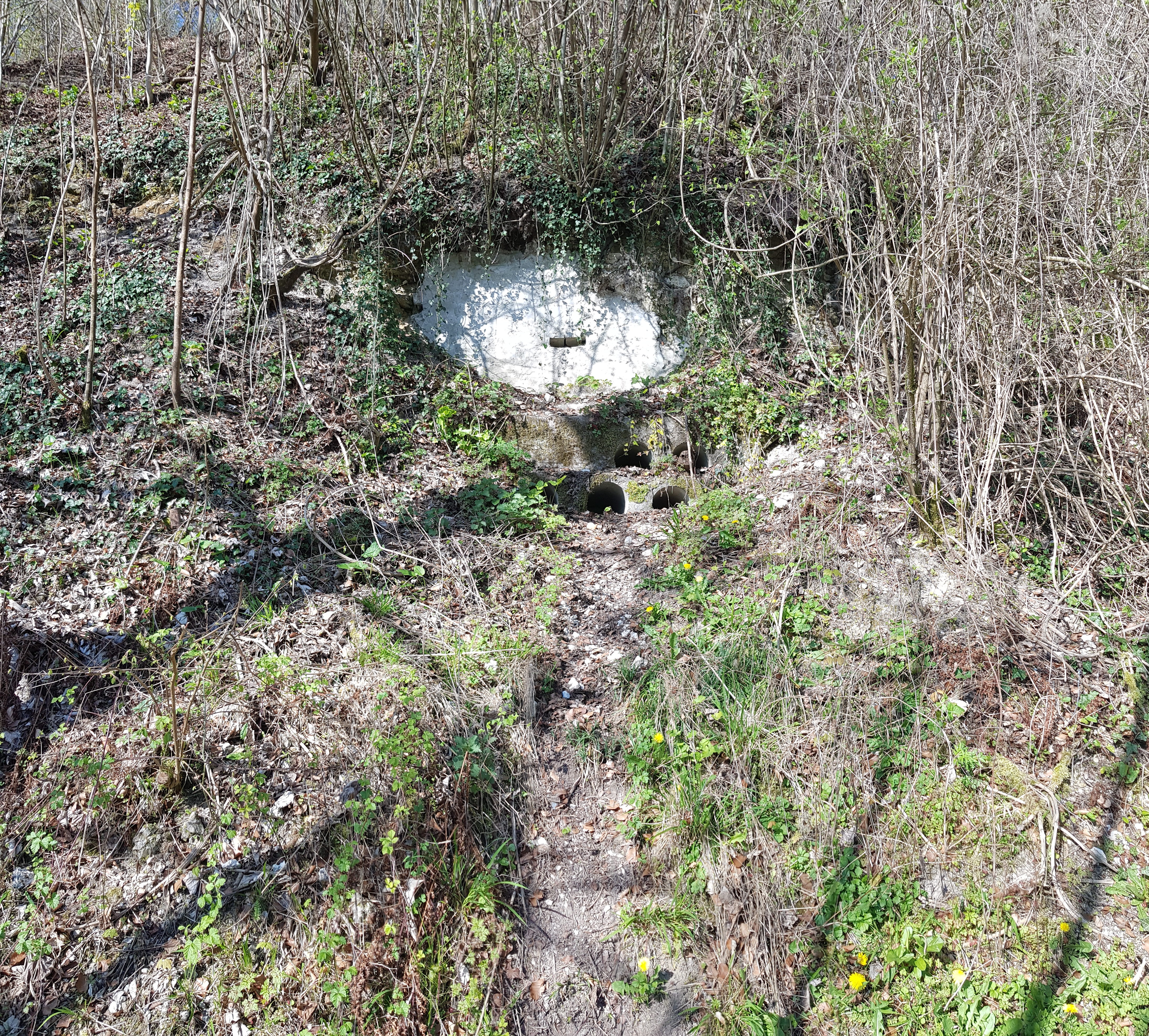
de noordelijke ingang van de groeve

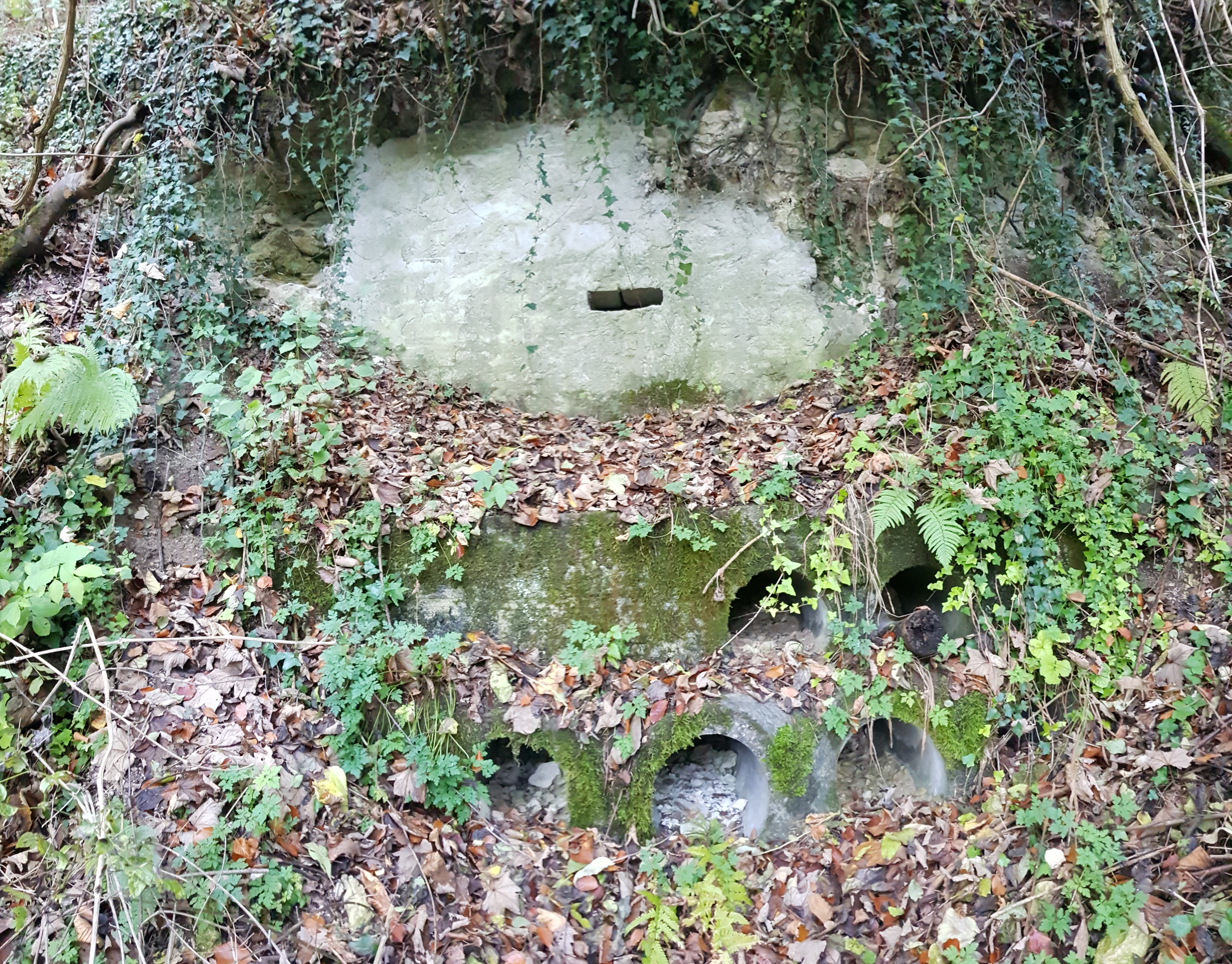
gaten in de betonwand voor dieren

De Groeve onder de Keutenberg of Keutobergia is een ondergrondse groeve en voormalige schuilkelder in Nederlands Zuid-Limburg in de gemeente Valkenburg aan de Geul. De groeve ligt tussen Schin op Geul en Wijlre tussen de buurtschappen Engwegen en Stokhem. Naar het oosten ligt buurtschap Etenaken. Aan het wandelpad Haasstad tussen deze twee buurtschappen ligt in de helling onder de Keutenberg de schuilkelder met aan de voet van de helling het riviertje de Geul en de Gronselenput. De ondergrondse groeve ligt in een hellingbos in de noordoostelijke rand van het Plateau van Margraten in de overgang naar het Geuldal. Ter plaatse duikt het plateau een aantal meter steil naar beneden.

## Geschiedenis
Tussen 3 juli en 3 september 1944 werd er hier ten tijde van de Tweede Wereldoorlog een schuilkelder aangelegd waar de lokale bevolking uit Etenaken kon schuilen ten tijde van luchtaanvallen en beschietingen. Over de Geul werd er een noodbrug aangelegd zodat de inwoners de schuilkelder droog konden bereiken. De 700 kuub kalksteen die vrij kwam tijdens de bouw werd langs de beek gestort.
Op 14 september 1944 werd Etenaken bevrijd door de Amerikaanse geallieerden. Voorafgaand aan de bevrijding verbleven de gezinnen twee dagen en drie nachten in de schuilkelder.
Omstreeks 1993 werd de groeve afgesloten met een betonnen muur die voorzien werd van invliegopeningen.

## Groeve
De groeve heeft een lengte van 40 meter en is aangelegd met een H-vormig grondplan. De totale ganglengte is 70 meter. In de schuilkelder was er plaats voor 470 inwoners. De groeve heeft twee ingangen. Vanuit de zuidelijke ingang loopt er een twintig meter lange gang recht de bergwand in. Vanuit de noordelijke ingang ging de gang meteen ongeveer zes meter naar links en vervolgens acht meter naar rechts. Vanuit daar liep er naar links een gang van ongeveer 25 meter naar de gang uitkomende op de andere ingang. Parallel aan deze 25 meter lange gang lag er een tweede 25 meter lange gang ongeveer zes meter dieper het kalksteenmassief in. Deze twee lange gangen waren aan de zuidzijde met elkaar verbonden via de gang achter de zuidelijke ingang en via een verbindingsgang die 20 meter verderop de beide gangen verbond.
De ingangen van de groeve zijn dichtgemaakt, maar zodanig dat vleermuizen en andere kleine dieren de groeve kunnen gebruiken als verblijfplaats.